# Massimo Gobbi
Massimo Gobbi (Milano, 31 ottobre 1980) è un ex calciatore italiano, di ruolo difensore.
Attualmente è commentatore tecnico per Sky Sport.

## Caratteristiche tecniche
Laterale sinistro, in grado di coprire ogni posizione lungo la fascia. Si distingue per corsa, precisione nei cross e abilità nel leggere il gioco avversario.

## Carriera

### Club

#### Inizi
Muove i suoi primi passi nelle giovanili del Milan. Dopo una parentesi alla Pro Sesto, approda al Treviso in Serie B. Esordisce nella serie cadetta l'11 giugno 2000 all'ultima di campionato contro la Salernitana (partita vinta 7-1), disputando la gara per intero.
Complice il poco spazio in rosa, viene ceduto in prestito in terza serie, rispettivamente a Giugliano e Albinoleffe, con cui ottiene una storica promozione in Serie B. Titolare la stagione seguente con il Treviso, il 10 luglio 2004 viene tesserato in prestito con diritto di riscatto al Cagliari. Esordisce in Serie A il 12 settembre in Cagliari-Bologna (1-0), lasciando il terreno di gioco a 9' dal termine venendo sostituito da Loris Del Nevo.

#### Fiorentina
Il 22 giugno 2006 il Treviso si aggiudica il calciatore alle buste per 2 milioni di euro, per poi cederlo due giorni dopo alla Fiorentina, con cui firma un contratto valido per quattro anni. L'esborso economico effettuato dalla società gigliata è stato di 3.8 milioni di euro. La Fiorentina nell'affare gira ai veneti come contropartita l'uruguaiano Gianni Guigou.
Il 29 novembre 2007 esordisce nelle competizioni europee contro l'AEK Atene - incontro valido per la fase a gironi di Coppa UEFA - sostituendo Zdravko Kuzmanović al 37' della ripresa. Mette a segno la sua prima rete con i viola il 2 marzo 2008 contro la Juventus, incontro terminato 3-2 per i gigliati. Il 12 agosto 2008 esordisce in Champions League nel preliminare disputato contro lo Slavia Praga.
Complice il calo di Manuel Pasqual, l'allenatore Cesare Prandelli lo adatta a coprire il ruolo di esterno basso.

#### Parma e Chievo
(Massimo Gobbi al termine della sua esperienza con i ducali.)
Il 18 agosto 2010 viene tesserato a parametro zero dal Parma. Esordisce con i crociati da titolare il 29 agosto contro il Brescia (vittoria per 2-0). Viene sostituito al 36' della ripresa da Marco Pisano. Complice la crisi finanziaria della società, il 30 giugno 2015 lascia i ducali - di cui ha anche indossato la fascia da capitano - per accasarsi al Chievo, firmando un biennale con i clivensi.
Sotto la guida di Rolando Maran - alla luce delle ottime prestazioni fornite - si impone come perno della formazione veneta, venendo preferito a calciatori più giovani come Cacciatore e Federico Mattiello.

#### Il ritorno a Parma e il ritiro
Il 19 luglio 2018 torna al Parma dopo 3 anni passati a Verona con il Chievo. Qui il 9 luglio 2019 annuncia il suo ritiro da calciatore. Diventa poi opinionista di DAZN, piattaforma che trasmette alcune partite della Serie A. Nell'agosto del 2024 viene ufficializzato il suo passaggio a Sky.

### Nazionale
Esordisce in nazionale il 16 agosto 2006 in Italia-Croazia, subentrando - sotto la guida di Roberto Donadoni - al 75' al posto di Ambrosini, in un incontro amichevole disputato a Livorno perso 2-0 dagli azzurri.

## Statistiche

### Presenze e reti nei club
| Stagione          | Squadra           | Campionato        | Campionato | Campionato | Coppe nazionali | Coppe nazionali | Coppe nazionali | Coppe continentali | Coppe continentali | Coppe continentali | Altre coppe | Altre coppe | Altre coppe | Totale | Totale |
| Stagione          | Squadra           | Comp              | Pres       | Reti       | Comp            | Pres            | Reti            | Comp               | Pres               | Reti               | Comp        | Pres        | Reti        | Pres   | Reti   |
| ----------------- | ----------------- | ----------------- | ---------- | ---------- | --------------- | --------------- | --------------- | ------------------ | ------------------ | ------------------ | ----------- | ----------- | ----------- | ------ | ------ |
| 1998-1999         | Pro Sesto         | C2                | 6          | 0          | CI-C            | 0               | 0               | -                  | -                  | -                  | -           | -           | -           | 6      | 0      |
| 1999-2000         | Treviso           | B                 | 1          | 0          | CI              | 0               | 0               | -                  | -                  | -                  | -           | -           | -           | 1      | 0      |
| 2000-2001         | Treviso           | B                 | 6          | 0          | CI              | 0               | 0               | -                  | -                  | -                  | -           | -           | -           | 6      | 0      |
| 2001-2002         | Giugliano         | C2                | 33+2       | 5          | CI-C            | 0               | 0               | -                  | -                  | -                  | -           | -           | -           | 35     | 5      |
| ago. 2002         | Treviso           | C1                | 0          | 0          | CI              | 2               | 0               | -                  | -                  | -                  | -           | -           | -           | 2      | 0      |
| ago. 2002-2003    | AlbinoLeffe       | C1                | 30+4       | 7          | CI+CI-C         | 0               | 0               | -                  | -                  | -                  | -           | -           | -           | 34     | 7      |
| 2003-2004         | Treviso           | B                 | 44         | 5          | CI              | 1               | 0               | -                  | -                  | -                  | -           | -           | -           | 45     | 5      |
| Totale Treviso    | Totale Treviso    | Totale Treviso    | 51         | 5          |                 | 3               | 0               |                    | -                  | -                  |             | -           | -           | 54     | 5      |
| 2004-2005         | Cagliari          | A                 | 36         | 3          | CI              | 4               | 0               | -                  | -                  | -                  | -           | -           | -           | 40     | 3      |
| 2005-2006         | Cagliari          | A                 | 35         | 2          | CI              | 5               | 1               | -                  | -                  | -                  | -           | -           | -           | 40     | 3      |
| Totale Cagliari   | Totale Cagliari   | Totale Cagliari   | 71         | 5          |                 | 9               | 1               |                    | -                  | -                  |             | -           | -           | 80     | 6      |
| 2006-2007         | Fiorentina        | A                 | 16         | 0          | CI              | 2               | 0               | -                  | -                  | -                  | -           | -           | -           | 18     | 0      |
| 2007-2008         | Fiorentina        | A                 | 23         | 1          | CI              | 4               | 0               | CU                 | 9                  | 0                  | -           | -           | -           | 36     | 1      |
| 2008-2009         | Fiorentina        | A                 | 17         | 1          | CI              | 0               | 0               | UCL+CU             | 4+1                | 0                  | -           | -           | -           | 22     | 1      |
| 2009-2010         | Fiorentina        | A                 | 25         | 0          | CI              | 4               | 0               | UCL                | 6                  | 0                  | -           | -           | -           | 35     | 0      |
| Totale Fiorentina | Totale Fiorentina | Totale Fiorentina | 81         | 2          |                 | 10              | 0               |                    | 20                 | 0                  |             | -           | -           | 111    | 2      |
| 2010-2011         | Parma             | A                 | 34         | 0          | CI              | 0               | 0               | -                  | -                  | -                  | -           | -           | -           | 34     | 0      |
| 2011-2012         | Parma             | A                 | 26         | 2          | CI              | 0               | 0               | -                  | -                  | -                  | -           | -           | -           | 26     | 2      |
| 2012-2013         | Parma             | A                 | 34         | 1          | CI              | 1               | 0               | -                  | -                  | -                  | -           | -           | -           | 35     | 1      |
| 2013-2014         | Parma             | A                 | 28         | 1          | CI              | 2               | 0               | -                  | -                  | -                  | -           | -           | -           | 30     | 1      |
| 2014-2015         | Parma             | A                 | 33         | 0          | CI              | 1               | 0               | -                  | -                  | -                  | -           | -           | -           | 34     | 0      |
| 2015-2016         | Chievo            | A                 | 34         | 0          | CI              | 1               | 0               | -                  | -                  | -                  | -           | -           | -           | 35     | 0      |
| 2016-2017         | Chievo            | A                 | 30         | 1          | CI              | 2               | 0               | -                  | -                  | -                  | -           | -           | -           | 32     | 1      |
| 2017-2018         | Chievo            | A                 | 24         | 0          | CI              | 2               | 0               | -                  | -                  | -                  | -           | -           | -           | 26     | 0      |
| Totale Chievo     | Totale Chievo     | Totale Chievo     | 88         | 1          |                 | 5               | 0               |                    | -                  | -                  |             | -           | -           | 93     | 1      |
| 2018-2019         | Parma             | A                 | 16         | 0          | CI              | 1               | 0               | -                  | -                  | -                  | -           | -           | -           | 17     | 0      |
| Totale Parma      | Totale Parma      | Totale Parma      | 171        | 4          |                 | 5               | 0               |                    |                    |                    |             |             |             | 176    | 4      |
| Totale carriera   | Totale carriera   | Totale carriera   | 537        | 29         |                 | 32              | 1               |                    | 20                 | 0                  |             | -           | -           | 589    | 30     |

### Cronologia presenze e reti in nazionale
| Cronologia completa delle presenze e delle reti in nazionale ― Italia | Cronologia completa delle presenze e delle reti in nazionale ― Italia | Cronologia completa delle presenze e delle reti in nazionale ― Italia | Cronologia completa delle presenze e delle reti in nazionale ― Italia | Cronologia completa delle presenze e delle reti in nazionale ― Italia | Cronologia completa delle presenze e delle reti in nazionale ― Italia | Cronologia completa delle presenze e delle reti in nazionale ― Italia | Cronologia completa delle presenze e delle reti in nazionale ― Italia |
| Data                                                                  | Città                                                                 | In casa                                                               | Risultato                                                             | Ospiti                                                                | Competizione                                                          | Reti                                                                  | Note                                                                  |
| --------------------------------------------------------------------- | --------------------------------------------------------------------- | --------------------------------------------------------------------- | --------------------------------------------------------------------- | --------------------------------------------------------------------- | --------------------------------------------------------------------- | --------------------------------------------------------------------- | --------------------------------------------------------------------- |
| 16-8-2006                                                             | Livorno                                                               | Italia                                                                | 0 – 2                                                                 | Croazia                                                               | Amichevole                                                            | -                                                                     | 75’                                                                   |
| Totale                                                                |                                                                       | Presenze                                                              | 1                                                                     |                                                                       | Reti                                                                  | 0                                                                     |                                                                       |